# Eduardo Dockendorff
Eduardo Arturo Dockendorff Vallejos (Los Ángeles, 22 de enero de 1949) es un arquitecto, académico, investigador, consultor y político chileno, exministro de Estado del presidente Ricardo Lagos en la Secretaría General de la Presidencia.

## Primeros años de vida
Su educación básica y media las cursó en el Liceo Alemán del Verbo Divino de Los Ángeles de su ciudad natal. Luego estudió arquitectura en la Universidad de Chile, licenciándose en 1976 con distinción máxima. Cursó estudios de posgrado en el Instituto de Ciencias Regionales de la Universidad de Karlsruhe, en Alemania Federal, entre 1979 y 1982. Radicado en Bonn (1982-1989), trabajó en corporaciones e instituciones alemanas (DSE y GTZ) deducadas a la cooperación internacional.
Se inició profesionalmente como docente y académico directivo docente en la Universidad de Chile (1972-1978), para después de su regreso a Chile, en 1989, ejercer como director del Centro de Estudios del Desarrollo y, al mismo tiempo, como consultor de la Sociedad Alemana de Cooperación Técnica (GTZ) para proyectos en América Latina, junto a otros organismos internacionales.

## Vida pública
Perteneciente al Partido Demócrata Cristiano, ejerció en los inicios del Gobierno de Ricardo Lagos como subsecretario general de la Presidencia (2000-2002).
En 2003 estaba abocado a sus consultorías para organismos internacionales cuando Lagos lo llamó para desempeñarse en el Gabinete como ministro secretario general de la Presidencia. Dejó el puesto, al término de aquel período presidencial, en marzo del año 2006.
Ese mismo año asumió como asesor principal del Programa de Protección Patrimonial y Desarrollo Urbano de Valparaíso, iniciativa convenida entre el Banco Interamericano de Desarrollo (BID) y el Gobierno de Chile para consolidar la declaratoria Unesco de 2003 de dicha ciudad como Patrimonio de la Humanidad.
En 28 de diciembre de 2008, al tiempo que cesaba sus actividades en dicho programa, fue elegido vicepresidente de Metro Regional de Valparaíso (Merval), filial de Empresa de los Ferrocarriles del Estado (EFE), donde ya era miembro del directorio.
En 2009 asumió como director del Instituto de Asuntos Públicos de la Universidad de Chile.
En abril de 2011 fue incorporado al directorio del Capítulo Chileno de Transparencia Internacional. En septiembre de ese mismo año asumió la presidencia de Editorial Universitaria, empresa ligada a la Universidad de Chile.
Pertenece a diversas instituciones académicas, la Corporación de Altos Estudios Sociales Foro Valparaíso, ProyectAmérica, Corporación Chile XXI y la Sociedad Chilena de Políticas Públicas.
En 2014, a sus 65 años, se acoge al retiro laboral para mudarse a vivir al sur del país, en un retirado sector cordillerano de la Comuna del Alto Biobío. Allí dedica sus días activo al estudio y cultivo del bosque nativo, la escritura, lectura de su voluminosa biblioteca y práctica del piano.